# Équipe de RF Yougoslavie de football au Championnat d'Europe 2000
L'équipe de République fédérale de Yougoslavie de football participe à son 1er championnat d'Europe lors de l'édition 2000 qui se tient en Belgique et aux Pays-Bas du 10 juin 2000 au 2 juillet 2000.
Les Yougoslaves (dans les faits, des Serbes et des Monténégrins) se classent deuxièmes du groupe C puis ils perdent en quart de finale contre les Pays-Bas. À titre individuel, l'attaquant Savo Milosević termine co-meilleur buteur du tournoi avec cinq réalisations.

## Phase qualificative
La phase qualificative est composée de neuf groupes et les neuf vainqueurs de poule ainsi que le meilleur deuxième sont qualifiés. Les huit autres deuxièmes s'affrontent en barrages d'où sortent quatre vainqueurs. Ces quatorze équipes accompagnent la Belgique et les Pays-Bas, qualifiés d'office pour l'Euro 2000 en tant que pays organisateur. La RF Yougoslavie termine 1re du groupe 8.
| Rang | Équipe               | Pts | J | G | N | P | Bp | Bc | Diff |  | Résultats (▼ dom., ► ext.) |     |     |     |     |     |
| ---- | -------------------- | --- | - | - | - | - | -- | -- | ---- |  | -------------------------- | --- | --- | --- | --- | --- |
| 1    | RF Yougoslavie       | 17  | 8 | 5 | 2 | 1 | 18 | 8  | +10  |  | RF Yougoslavie             |     | 1-0 | 0-0 | 3-1 | 4-1 |
| 2    | République d'Irlande | 16  | 8 | 5 | 1 | 2 | 14 | 6  | +8   |  | République d'Irlande       | 2-1 |     | 2-0 | 1-0 | 5-0 |
| 3    | Croatie              | 15  | 8 | 4 | 3 | 1 | 13 | 9  | +4   |  | Croatie                    | 2-2 | 1-0 |     | 3-2 | 2-1 |
| 4    | Macédoine du Nord    | 8   | 8 | 2 | 2 | 4 | 13 | 14 | -1   |  | Macédoine du Nord          | 2-4 | 1-1 | 1-1 |     | 4-0 |
| 5    | Malte                | 0   | 8 | 0 | 0 | 8 | 6  | 27 | -21  |  | Malte                      | 0-3 | 2-3 | 1-4 | 1-2 |     |

## Phase finale

### Phase de groupe
| Groupe C |                |     |   |   |   |   |    |    |      |
|          | Équipe         | Pts | J | G | N | P | BP | BC | Diff |
| 1        | Espagne        | 6   | 3 | 2 | 0 | 1 | 6  | 5  | +1   |
| 2        | RF Yougoslavie | 4   | 3 | 1 | 1 | 1 | 7  | 7  | 0    |
| 3        | Norvège        | 4   | 3 | 1 | 1 | 1 | 1  | 1  | 0    |
| 4        | Slovénie       | 2   | 3 | 0 | 2 | 1 | 4  | 5  | -1   |

| 13 juin 20h45 | Espagne        | 0 | 1 | Norvège        |
| 13 juin 20h45 | RF Yougoslavie | 3 | 3 | Slovénie       |
| 18 juin 18h00 | Slovénie       | 1 | 2 | Espagne        |
| 18 juin 20h45 | Norvège        | 0 | 1 | RF Yougoslavie |
| 21 juin 18h00 | RF Yougoslavie | 3 | 4 | Espagne        |
| 21 juin 18h00 | Slovénie       | 0 | 0 | Norvège        |

| 13 juin 2000                      | RF Yougoslavie                    | 3 - 3 | Slovénie                      | Stade du Pays de Charleroi, Charleroi               |                                                     |
| 20:45 · Historique des rencontres | Milošević 67e, 73e · Drulović 70e |       | Zahovič 23e, 57e · Pavlin 52e | Spectateurs : 15 000 Arbitrage : Vítor Melo Pereira | Spectateurs : 15 000 Arbitrage : Vítor Melo Pereira |
| 20:45 · Historique des rencontres | (Rapport)                         |       |                               | Spectateurs : 15 000 Arbitrage : Vítor Melo Pereira | Spectateurs : 15 000 Arbitrage : Vítor Melo Pereira |

| 18 juin 2000                      | Norvège   | 0 - 1 | RF Yougoslavie | Stade Maurice Dufrasne, Liège                |                                              |
| 20:45 · Historique des rencontres |           |       | Milošević 8e   | Spectateurs : 24 000 Arbitrage : Hugh Dallas | Spectateurs : 24 000 Arbitrage : Hugh Dallas |
| 20:45 · Historique des rencontres | (Rapport) |       |                | Spectateurs : 24 000 Arbitrage : Hugh Dallas | Spectateurs : 24 000 Arbitrage : Hugh Dallas |

| 21 juin 2000                      | RF Yougoslavie                                   | 3 - 4 | Espagne                                                | Stade Jan Breydel, Bruges                         |                                                   |
| 18:00 · Historique des rencontres | Milošević 30e · Govedarica 50e · Komljenović 75e |       | Alfonso 38e, 90+5e · Munitis 51e · Mendieta 90e (pen.) | Spectateurs : 22 000 Arbitrage : Gilles Veissière | Spectateurs : 22 000 Arbitrage : Gilles Veissière |
| 18:00 · Historique des rencontres | (Rapport)                                        |       |                                                        | Spectateurs : 22 000 Arbitrage : Gilles Veissière | Spectateurs : 22 000 Arbitrage : Gilles Veissière |

### Quart de finale
| 25 juin 2000                      | Pays-Bas                                                         | 6 - 1 | RF Yougoslavie    | Feyenoord Stadion, Rotterdam                        |                                                     |
| 18:00 · Historique des rencontres | Kluivert 24e 38e 54e · Govedarica 61e (csc) · Overmars 78e 90+2e |       | S.Milosevic 90+5e | Spectateurs : 50 000 Arbitrage : José Garcia Aranda | Spectateurs : 50 000 Arbitrage : José Garcia Aranda |
| 18:00 · Historique des rencontres | (Rapport)                                                        |       |                   | Spectateurs : 50 000 Arbitrage : José Garcia Aranda | Spectateurs : 50 000 Arbitrage : José Garcia Aranda |

## Effectif
Sélectionneur : Vujadin Boškov
| No. | Pos.      | Joueur               | Date de naissance et âge | Sélec. | Club                     |
| --- | --------- | -------------------- | ------------------------ | ------ | ------------------------ |
| 1   | Gardien   | Milorad Korać        | 10 mars 1969             | 0      | Obilić Belgrade          |
| 2   | Défenseur | Ivan Dudić           | 13 février 1977          | 3      | Étoile rouge de Belgrade |
| 3   | Défenseur | Goran Đorović        | 11 novembre 1971         | 42     | Celta Vigo               |
| 4   | Milieu    | Slaviša Jokanović    | 16 août 1968             | 52     | Deportivo La Corogne     |
| 5   | Défenseur | Miroslav Đukić       | 19 février 1966          | 37     | Valence CF               |
| 6   | Milieu    | Dejan Stanković      | 11 septembre 1978        | 20     | Lazio de Rome            |
| 7   | Milieu    | Vladimir Jugović     | 30 août 1969             | 34     | Inter de Milan           |
| 8   | Attaquant | Predrag Mijatović    | 19 janvier 1969          | 49     | Fiorentina               |
| 9   | Attaquant | Savo Milošević       | 2 septembre 1973         | 44     | Real Saragosse           |
| 10  | Milieu    | Dragan Stojković     | 3 mars 1965              | 78     | Nagoya Grampus           |
| 11  | Défenseur | Siniša Mihajlović    | 20 février 1969          | 44     | Lazio de Rome            |
| 12  | Gardien   | Željko Cicović       | 2 septembre 1970         | 3      | UD Las Palmas            |
| 13  | Défenseur | Slobodan Komljenović | 2 janvier 1971           | 18     | FC Kaiserslautern        |
| 14  | Défenseur | Niša Saveljić        | 27 mars 1970             | 28     | Girondins de Bordeaux    |
| 15  | Milieu    | Goran Bunjevčević    | 17 février 1973          | 5      | Étoile rouge de Belgrade |
| 16  | Milieu    | Dejan Govedarica     | 2 octobre 1969           | 26     | RKC Waalwijk             |
| 17  | Attaquant | Ljubinko Drulović    | 11 septembre 1968        | 27     | FC Porto                 |
| 18  | Attaquant | Darko Kovačević      | 18 novembre 1973         | 35     | Juventus de Turin        |
| 19  | Milieu    | Jovan Stanković      | 4 mars 1971              | 7      | RCD Majorque             |
| 20  | Attaquant | Mateja Kežman        | 12 avril 1979            | 3      | Partizan Belgrade        |
| 21  | Milieu    | Albert Nađ           | 29 octobre 1974          | 33     | Real Oviedo              |
| 22  | Gardien   | Ivica Kralj          | 26 mars 1973             | 33     | PSV Eindhoven            |

## Navigation